# Salem Athenæum
Das Salem Athenæum ist eine Bibliothek in Trägerschaft eines gleichnamigen privaten Vereins in Salem, Massachusetts.

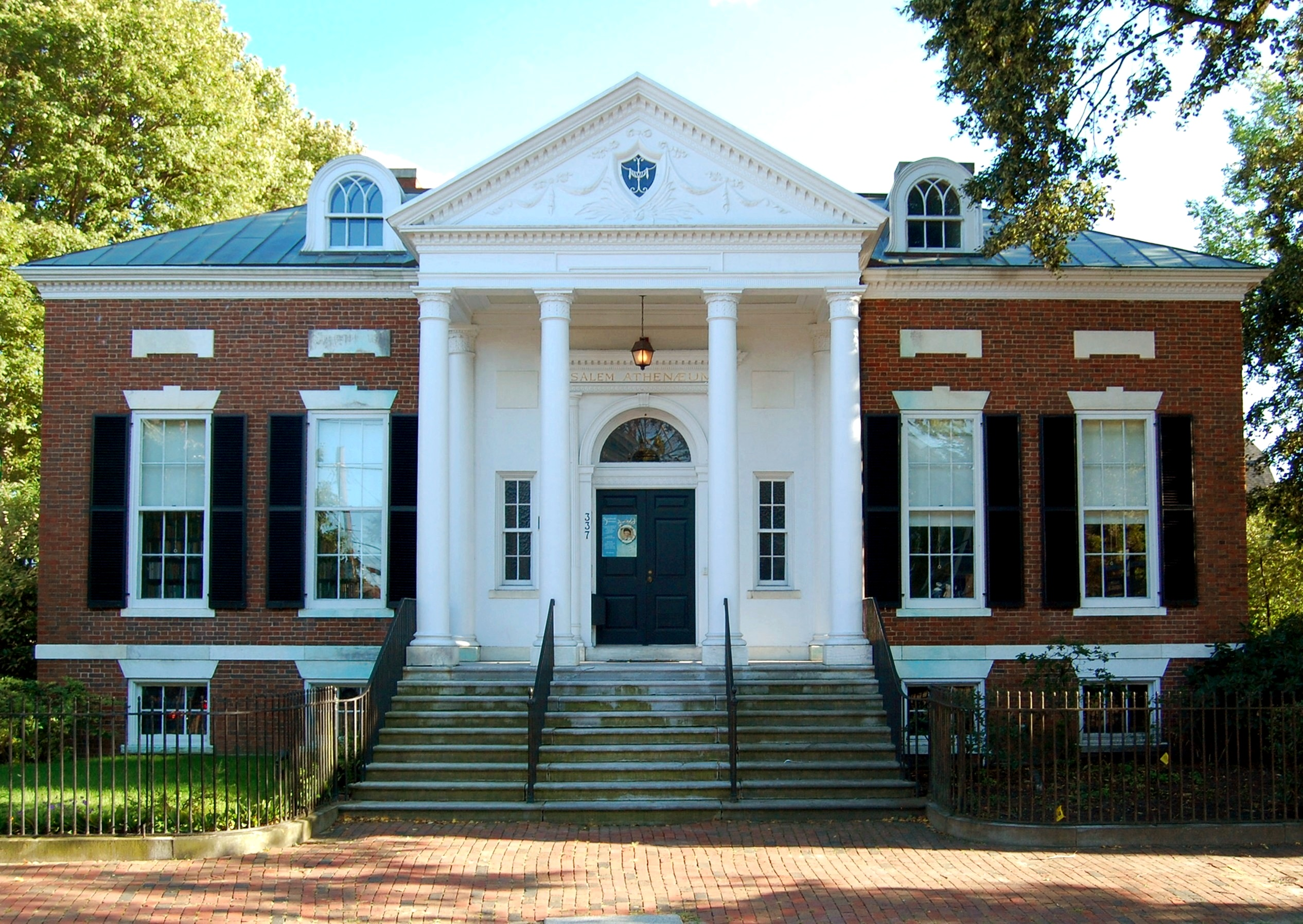
Das Bibliotheksgebäude des Salem Athenæum in der 337 Essex Street.

## Geschichte
Sie ging 1810 aus der Fusion der 1760 gegründeten Salem Social Library und der 1781 gegründeten Salem Philosophical Library hervor. Wie diese beiden Vorgängerinstitutionen ist das Athenæum als private Lesegesellschaft organisiert; Unterhalt und Erweiterungen des Bestands werden aus Beiträgen der Mitglieder bestritten, die sich damit wiederum das Recht auf Nutzung und Ausleihe sichern. Der Gründungsbestand der Philosophical Library ist die 116 Bände umfassende Privatbibliothek des irischen Gelehrten Richard Kirwan (1733–1812), die das Kaperschiff Pilgrim 1781 während des Amerikanischen Unabhängigkeitskrieges bei einem Angriff auf die britische Duke of Gloucester in der Irischen See erbeutete. Heute umfasst der Bestand des Athenæums rund 50.000 Bände.
Die Bibliothek war zunächst auf die Privathäuser mehrerer prominenter Mitglieder verteilt, erst in den 1850er Jahren errichtete der Verein, ermöglicht durch eine Erbschaft, ein eigenes Bibliotheksgebäude; dieses wurde 1905 verkauft und beherbergt heute das Peabody Essex Museum. Aus dem Verkaufserlös finanzierte der Verein den Bau des heutigen Bibliotheksgebäudes (fertiggestellt 1907), das im späten Federal Style gehalten ist.